# 多尼亞納國家公園
多尼亞納國家公園是位於西班牙的一處國家公園，位於安達魯西亞自治區的韋爾瓦省、塞維亞省及加的斯省，是歐洲規模最大的自然保護區之一，不僅被聯合國教科文組織列入世界自然遺產，也被列入生物圈保護區和濕地公約。每年都有超過50萬只候鳥和水鳥在這裡越冬，同時這裡還生長有眾多珍稀動植物。

## 图集

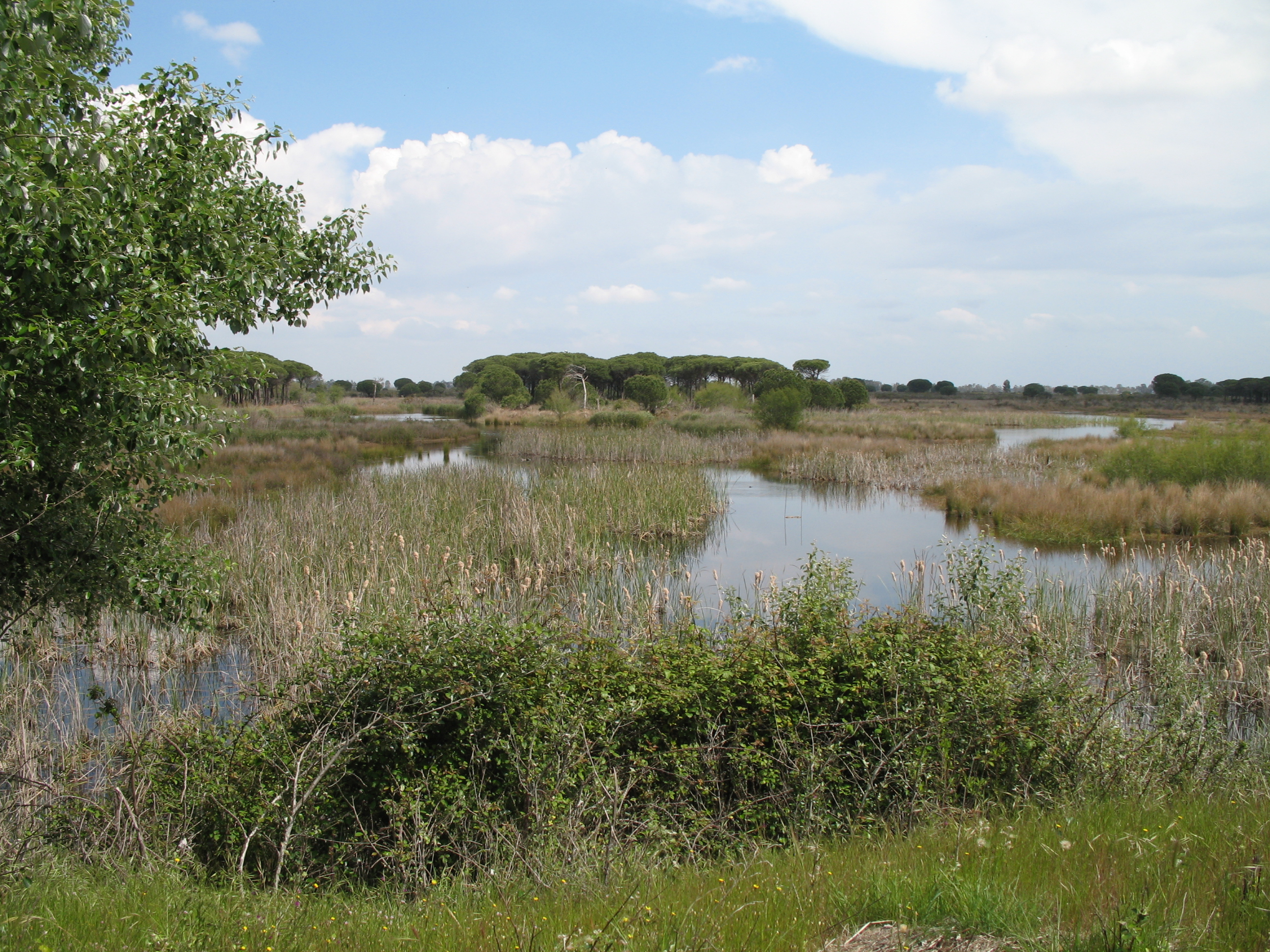
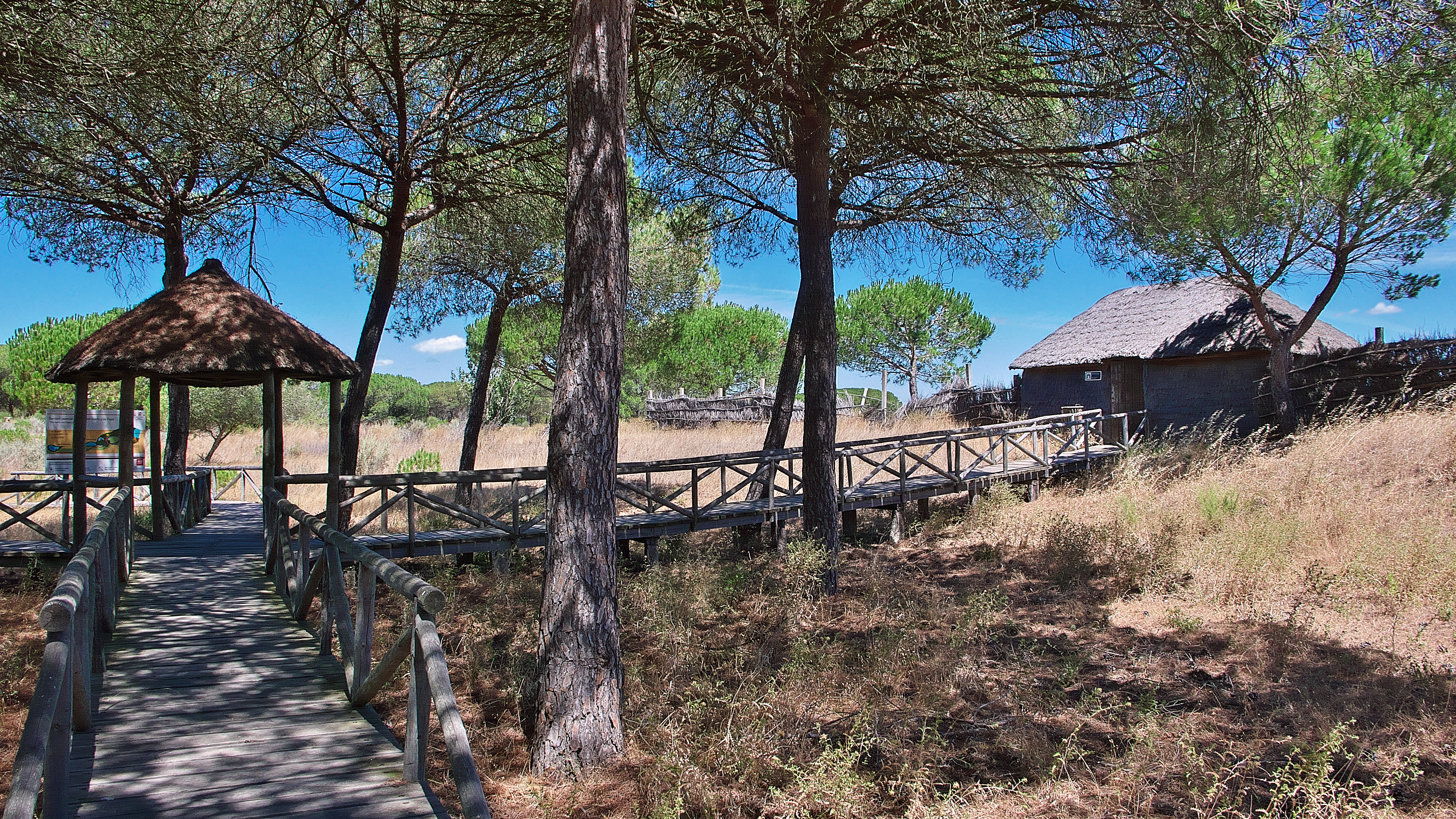
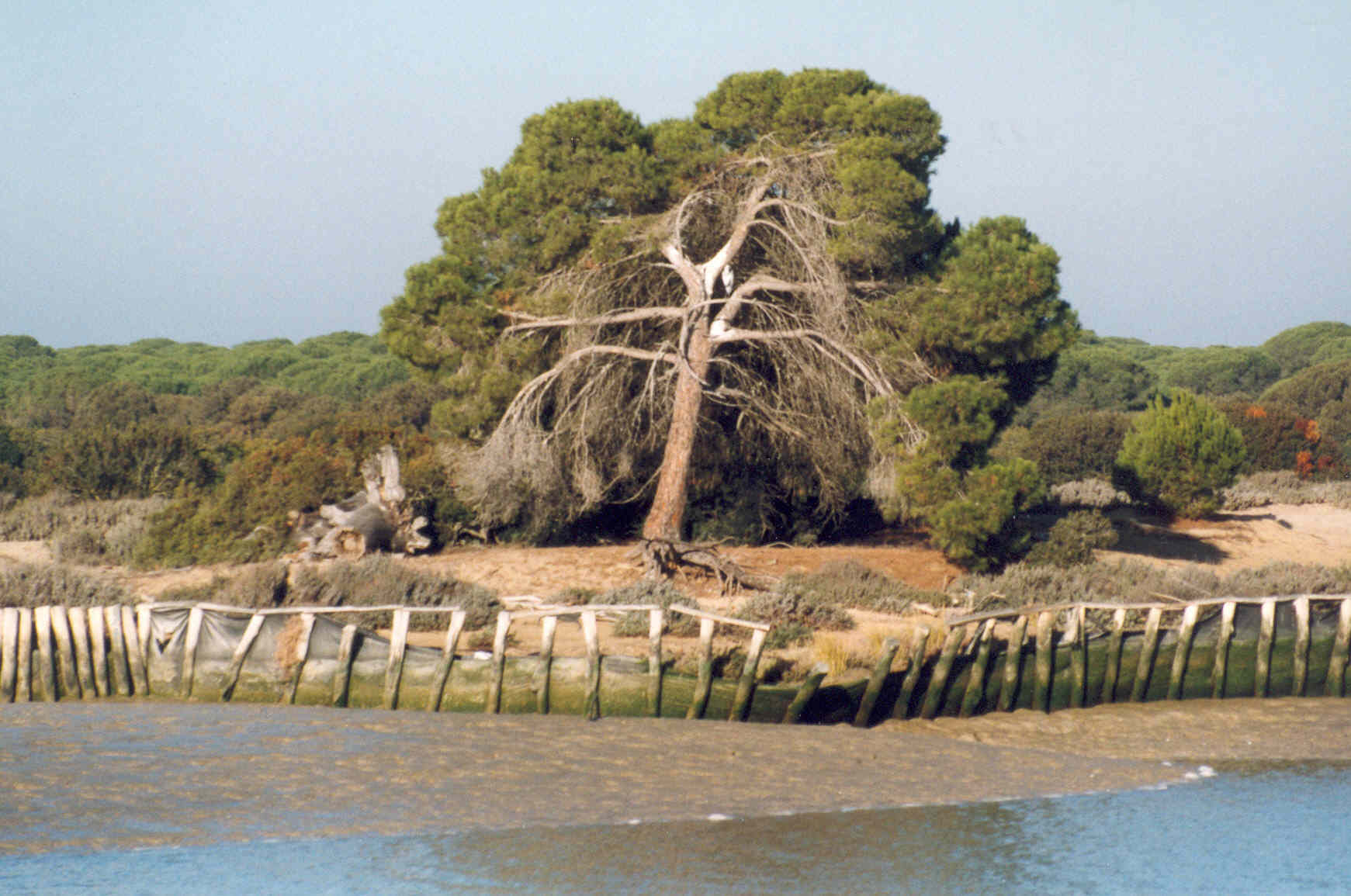
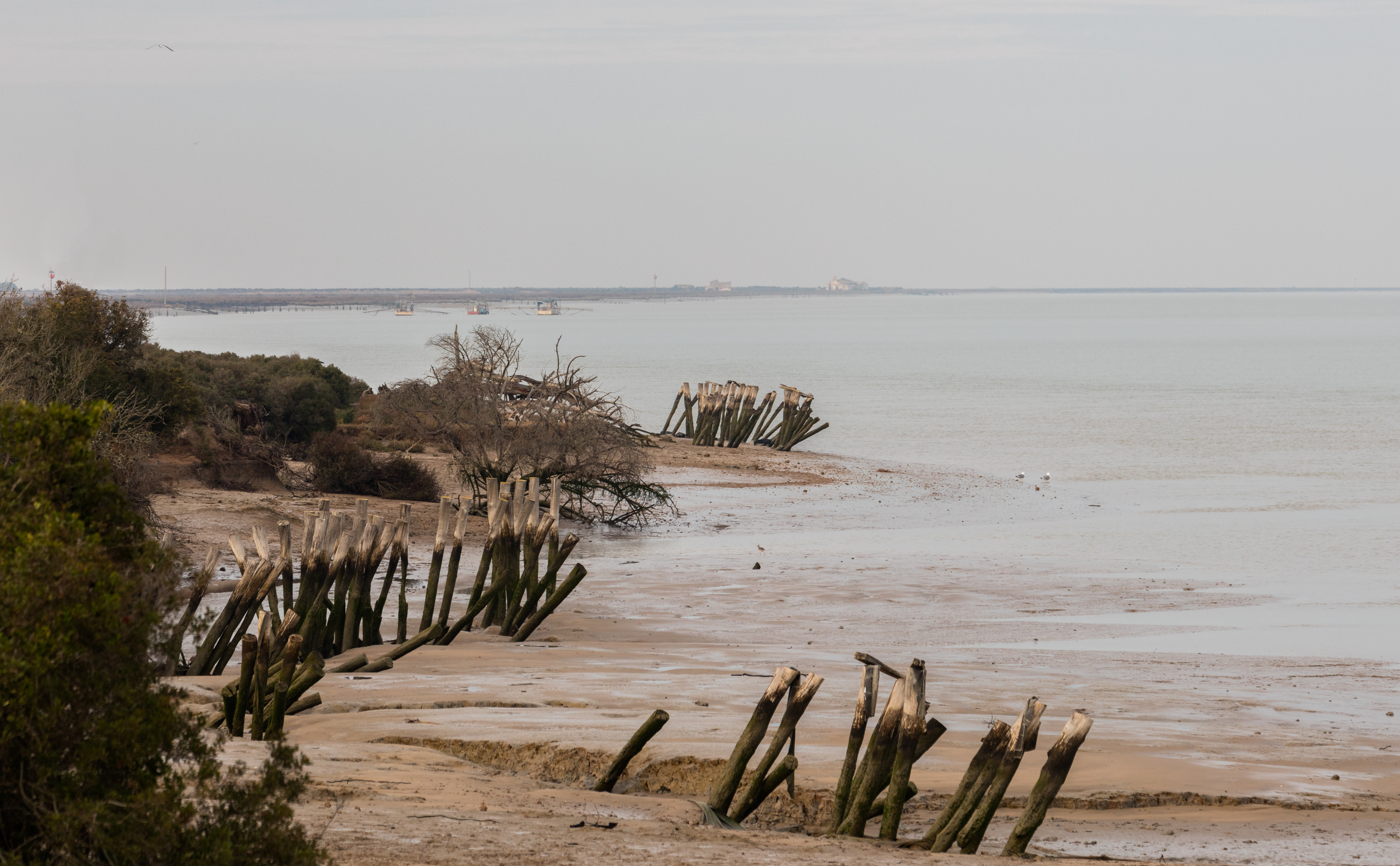
瓜达尔基维尔河畔

## 外部連結
- 安达卢西亚环境部门（页面存档备份，存于）（西班牙文）
- Doñana CSIC生态网站（页面存档备份，存于）（西班牙文）
- 西班牙环境部网站的介绍（西班牙文）
- 地区政府网站介绍（页面存档备份，存于）（西班牙文）
- 1998年CNN新闻的报道（页面存档备份，存于）（英文）
- Official 联合国教科文组织网站（页面存档备份，存于）（中文）